# Sveriges mästerkock, säsong 10 (2020)
Den tionde säsongen av Sveriges mästerkock sändes våren 2020 på TV4 med programtiden 20:00 på onsdagar. Juryn bestod återigen av Leif Mannerström, Markus Aujalay och Mischa Billing. Vinnaren blev den 26-åriga videospelstestaren Sofia Henriksson från Stockholm. Henriksson vann förutom titeln Sveriges Mästerkock 2020 och mästerkockstatyetten, också ett kokbokskontrakt med Bonnier Fakta och en prischeck på 250 000 kr. Även i år fick utslagna deltagare från Sveriges Mästerkock chans att tävla i Efter Stängning. Vinnare av Efter Stängning 2020 blev Christoffer Nordin som kom på tredje plats i Sveriges Mästerkock.

## Auditionturnén
Auditionturnén i denna säsong tog plats i köpcentret i Täby Centrum där de sökande fick laga mat mitt bland besökande på köpcentret. Slutkvalet var som vanligt i Gasklockorna i Gävle. Audition i Täby Centrum kan man se i avsnitt 1 - 2, och slutkvalet i Gävle kan man se i avsnitt 3 - 4.
Slutkvalet, avsnitt 3 och 4:
De 40 amatörkockarna som lyckades och fick ett förkläde i Täby Centrum fick chansen att tävla vidare i slutkvalet i Gävle. Dessa tävlingar fick deltagarna genomföra:
- Tillaga en valfri rätt med köttbullar.
- Tillaga en valfri vegetarisk soppa.
- Filéa en rödspätta eller en bergtunga och laga en valfri rätt med fisken i fokus.

## Topp 12
| Deltagare          | Ålder | Bostad      | Sysselsättning       | Resultat   |
| ------------------ | ----- | ----------- | -------------------- | ---------- |
| Jens Kingborg      | 56    | Helsingborg | Expansion leader     | 12:e plats |
| Sofi Warenfalk     | 38    | Göteborg    | Modedesigner         | 11:e plats |
| Magnus Eriksson    | 32    | Kvicksund   | Områdeschef          | 10:e plats |
| Victor Munthe      | 26    | Uppsala     | Student              | 9:e plats  |
| Sandra Skepparman  | 42    | Hässelby    | Köksarkitekt         | 8:e plats  |
| Roy Nader          | 32    | Stockholm   | Fiskhandlare         | 7:e plats  |
| Maria Manning      | 48    | Torslanda   | Trädgårdsdesigner    | 6:e plats  |
| Tetyana Martyn     | 35    | Svedala     | Rekryterare          | 5:e plats  |
| Lisa Gruneau       | 28    | Bromma      | Filmkoordinator      | 4:e plats  |
| Christoffer Nordin | 31    | Onsala      | Egenföretagare       | 3:e plats  |
| Edvard Wistedt     | 40    | Märsta      | Försäljningsansvarig | 2:a plats  |
| Sofia Henriksson   | 26    | Stockholm   | Videospelstestare    | 1:a plats  |

## Sammanfattning
| Plats | Deltagare   | Avsnitt | Avsnitt | Avsnitt | Avsnitt | Avsnitt | Avsnitt | Avsnitt | Avsnitt | Avsnitt | Avsnitt | Avsnitt | Avsnitt | Avsnitt | Avsnitt | Avsnitt | Avsnitt | Avsnitt | Avsnitt | Avsnitt | Avsnitt | Avsnitt |
| Plats | Deltagare   | 5       | 5       | 6       | 6       | 7       | 7       | 8       | 8       | 9       | 9       | 10      | 10      | 11      | 11      | 12      | 12      | 13      | 13      | 14      | 14      | 15      |
| ----- | ----------- | ------- | ------- | ------- | ------- | ------- | ------- | ------- | ------- | ------- | ------- | ------- | ------- | ------- | ------- | ------- | ------- | ------- | ------- | ------- | ------- | ------- |
| 1     | Sofia       | Bäst    |         | Bäst    |         | Bäst    |         | Inne    |         | Bäst    |         | Bäst    |         | Inne    |         | Låg     | Elim    | Bäst    |         | Bäst    |         | Vinnare |
| 2     | Edvard      | Låg     | Elim    | Inne    |         | Bäst    |         | Bäst    |         | Bäst    |         | Bäst    |         | Låg     | Elim    | Bäst    |         | Bäst    |         | Låg     | Elim    | Tvåa    |
| 3     | Christoffer | Inne    |         | Inne    |         | Låg     | Elim    | Låg     | Elim    | Bäst    |         | Låg     | Elim    | Inne    |         | Låg     | Elim    | Låg     | Elim    | Låg     | Elim    |         |
| 4     | Lisa        | Låg     | Elim    | Låg     | Elim    | Låg     | Elim    | Inne    |         | Låg     | Elim    | Inne    |         | Bäst    |         | Inne    |         | Låg     | Elim    |         |         |         |
| 5     | Tetyana     | Låg     | Elim    | Låg     | Elim    | Bäst    |         | Inne    |         | Låg     | Elim    | Inne    |         | Låg     | Elim    | Låg     | Elim    |         |         |         |         |         |
| 6     | Maria       | Inne    |         | Inne    |         | Låg     | Elim    | Låg     | Elim    | Bäst    |         | Låg     | Elim    | Låg     | Elim    |         |         |         |         |         |         |         |
| 7     | Roy         | Låg     | Elim    | Inne    |         | Bäst    |         | Låg     | Elim    | Låg     | Elim    | Låg     | Elim    |         |         |         |         |         |         |         |         |         |
| 8     | Sandra      | Bäst    |         | Inne    |         | Låg     | Elim    | Inne    |         | Låg     | Elim    |         |         |         |         |         |         |         |         |         |         |         |
| 9     | Victor      | Inne    |         | Bäst    |         | Bäst    |         | Låg     | Elim    |         |         |         |         |         |         |         |         |         |         |         |         |         |
| 10    | Magnus      | Låg     | Elim    | Låg     | Elim    | Låg     | Elim    |         |         |         |         |         |         |         |         |         |         |         |         |         |         |         |
| 11    | Sofi        | Bäst    |         | Låg     | Elim    |         |         |         |         |         |         |         |         |         |         |         |         |         |         |         |         |         |
| 12    | Jens        | Låg     | Elim    |         |         |         |         |         |         |         |         |         |         |         |         |         |         |         |         |         |         |         |

## Tävlingar
Avsnitt 5
Huvudtävling. Den första tävlingen var en lagtävling med fyra lag med tre tävlande i vardera laget. Men som vanligt fanns det en twist: två gånger under tävlingstiden skulle en lagmedlem från varje lag flytta fram ett steg och komma in i ett nytt lag. Uppgiften var att laga 3 olika tacos, varav en skulle vara vegetarisk. Tävlingstiden var 60 minuter.
Elimineringstävling. Säsongens första elimineringstävling var en Mystery-box-utmaning. Under lådan dolde sig en kyckling som de tävlande först skulle stycka och sedan göra en valfri varmrätt med kyckling som huvudingrediens. Tävlingstiden var 60 minuter. 
Avsnitt 6
Huvudtävling. Denna tävling bestod av husmanskost. Varje deltagare fick välja ett nummer mellan 1 och 11 på 11 olika luckor. På varje lucka stod en av de 11 rätterna som deltagarna skulle laga. Tävlingstiden var 75 minuter.
Elimineringstävling. Tävlingen gästades av Wichudaporn Chaiyasaeng som kom till finalen av Sveriges Mästerkock 2019. Uppgiften var att laga en Tom Kha Gai som de sedan skulle servera juryn och Wichudaporn i restaurangen. Tävlingstiden var 45 minuter.
Avsnitt 7
Huvudtävling. Denna tävling var en lagtävling om 5 personer i två olika lag. Vardera lag skulle tillaga fem olika ostronrätter och varje rätts ostron skulle vara tillagad på olika sätt, varav två skulle vara varma. Tävlingstiden var 75 minuter.
Elimineringstävling. Denna tävling bestod av att varje deltagare skulle tillaga en fiskgratäng som skulle passa bra till ett visst vin. Tävlingstiden var 60 minuter.
Avsnitt 8
Huvudtävling. I denna tävling skulle de tävlande laga en valfri varmrätt som skulle innehålla kaffe och där kaffet hade en tydlig roll i rätten. Tävlingstiden var 60 minuter.
Elimineringstävling. I denna tävling skulle deltagarna laga en chokladdessert som gästdomaren Johan Sörberg demonstrerat, med 3 olika chokladkomponenter, varav en var tempererad choklad. 
Avsnitt 9
Huvudtävling. I denna lagtävling skulle de 2 olika lagen med 4 personer i varje lag tillaga en förrätt. Det ena laget skulle göra en hummersallad och det andra laget skulle göra en hummersoppa. Sedan skulle de olika lagen tillaga en varmrätt. Det ena laget skulle laga en Hummer a lá Johanna och det andra laget skulle laga en glaskokt hummer med vanilj-beurre blanc. De båda lagen skulle laga sin förrätt och varmrätt till totalt 12 personer. Tävlingstiden var 90 minuter.
Elimineringstävling. I denna tävling skulle de deltagande tillaga en valfri varmrätt med bläckfisk där de först skulle rensa bläckfisken. Tävlingstiden var 75 minuter.
Avsnitt 10
Huvudtävling. I denna tävling skulle de deltagande laga en valfri varmrätt på exakt 10 ingredienser. Det fanns dock en hake med denna tävling, juryn har nämligen valt ut 2 ingredienser som dolde sig under en Mystery-box. Det som ligger under boxen var en kombination av en köttråvara och en frukt. Det låg olika kombinationer i alla boxar. Tävlingstiden var 60 minuter.
Elimineringstävling. Deltagarna skulle laga en valfri varmrätt med en sås som juryn har tilldelat. De olika såserna var choronsås, grönpepparsås och rödvinssås. Tävlingstiden var 60 minuter.
Avsnitt 11
Huvudtävling/Elimineringstävling. Juryn hade plockat fram deltagarnas bästa och värsta råvaror. De fick själva välja vilken de skulle jobba med i den första tävlingen, och skulle de hamna i eliminering, så fick de jobba med den andra råvaran. Tävlingstiden i respektive tävlingar var 60 minuter. I tabellen nedan finns deltagarnas favoritråvaror och deras värsta tänkbara råvaror.
| Deltagare   | Favoritråvara | Värsta tänkbara råvara |
| ----------- | ------------- | ---------------------- |
| Sofia       | Fänkål        | Kalvtunga              |
| Lisa        | Potatis       | Kalvnjure              |
| Edvard      | Hjortfilé     | Kalvlever              |
| Christoffer | Flankstek     | Pumpa                  |
| Maria       | Rödbeta       | Kalvtunga              |
| Tetyana     | Tofu          | Nötfärs                |

Avsnitt 12
Huvudtävling. Amatörkockarna fick en hälsning hemifrån med en rätt de skulle laga och ta den från en hemmamiddag till mästerkocksnivå. Tävlingstiden var 60 minuter.
Elimineringstävling. Deltagarna skulle laga en valfri rätt med rådjursinnanlår efter att ha sett en masterclass med Markus. Tävlingstiden var 60 minuter.
Avsnitt 13
Huvudtävling. De 4 deltagarna som var kvar reste till Icehotel i Jukkasjärvi och det var dags för lagtävling. Uppgiften var att laga en varmrätt med ripa i fokus, och en dessert med åkerbär i fokus. Tävlingstiden var 120 minuter.
Elimineringstävling. Det lag som förlorade huvudtävlingen fick göra ett smaktest där det gällde att identifiera så många ingredienser som möjligt i ett norrländskt renkok.
Avsnitt 14
Huvudtävling. Det var dags för den klassiska kokbokstävlingen där deltagarna skulle komma på en kokboksidé som de skulle presentera inför juryn. Juryn lagade också ett av recepten ur kokboksidén tillsammans med deltagarna. Tävlingstiden var 75 minuter.
Elimineringstävling. Deltagarna fick ögonbindel och skulle sedan smaka på en rätt och sedan försöka efterlikna den så gott som det gick. Rätten som de smakade på var Biff Rydberg.
Avsnitt 15
Final. I finalen ville juryn att finalisterna skulle laga en lyxig trerättersmeny. De fick välja ganska fritt, men äpple skulle ingå i samtliga rätter.

## Källhänvisningar
1. ↑  ”Grattis Sofia Henriksson Sveriges mästerkock 2020”. Aftonbladet. https://www.aftonbladet.se/a/rARAGA. Läst 13 juli 2020.
2. ↑  ”Spoiler! Här är vinnaren av Efter stängning 2020”. https://www.facebook.com/sverigesmasterkock/videos/spoiler-h%C3%A4r-%C3%A4r-vinnaren-av-efter-st%C3%A4ngning-2020/557181838242090/. Läst 13 juli 2020.
3. ↑  ”Här är årets deltagare i Sveriges mästerkock 2020”. Köket.se. https://www.koket.se/har-ar-arets-deltagare-i-sveriges-masterkock-2020. Läst 13 juli 2020.
4. ↑  ”Här är topp 12 i Sveriges mästerkock 2020 - Sveriges mästerkock”. tv4.se. https://www.tv4.se/sveriges-m%C3%A4sterkock/artiklar/h%C3%A4r-%C3%A4r-topp-12-i-sveriges-m%C3%A4sterkock-2020-5e2038bacf4a37524301b187. Läst 13 juli 2020.